# Yacimiento arqueológico de Son Peretó
El yacimiento arqueológico de Son Peretó es un yacimento arqueológico de la Antigüedad tardía situado al noroeste de Manacor, a 5,5 km en dirección hacia San Lorenzo del Cardezar, en la isla de Mallorca, España.

## Historia
El yacimiento fue descubierto en 1908 por el párroco Joan Aguiló y Piña, quien empezó a excavar en 1912 descubriendo los restos de la basílica paleocristiana y de la necrópolis de Son Peretó. Aguiló cedió los terrenos del yacimiento y sus hallazgos al ayuntamiento para que se encargara de la gestión del patrimonio. Posteriormente se realizaron diversas excavaciones en 1963, 1967 y 1981. 
En 2005 se inició un proyecto de investigación y consolidación bajo el paraguas del Museo de Historia de Manacor, por lo que los restos originales como los mosaicos y otros objetos encontrados se custodian en el museo municipal, que también gestiona los yacimientos de Hospitalet Vell y de Sa Ferradura.
Las excavaciones sobre las distintas secciones del yacimiento como la basílica o la necrópolis siguen en activo, y reciben dotaciones anuales como la de aproximadamente 200.00 euros en 2023 a través del ministerio de Fomento.

## Conjunto arqueológico
El conjunto arqueológico cuenta con una basílica, un baptisterio, una necrópolis y un conjunto de siete habitaciones utilizadas como vivienda y lugar de trabajo. También cuenta con un silo para guardar cereales y un depósito probablemente destinado a vino o aceite. Al parecer el núcleo sufrió un incendio a finales del siglo VII o inicios del VIII, lo que lo condujo a su abandono. 
La basílica de Son Peretó tiene unas dimensiones de 21 por 14 metros y sigue una arquitectura paleocristiana, con un modelo surgido en la zona sirio-palestina y norteafricana a la segunda mitad del siglo V y que llegan a Hispania hacia finales del siglo V inicios del siglo VI d. C., aunque contiene restos que datan del siglo IV.
El baptisterio, adyacente a la basílica, era un edificio de 12,7 metros de ancho y 11,7 metros de largo, y contaba con dos piscinas bautismales en las que se bautizaba por inmersión.
La necrópolis está formada por diversos lugares con enterramientos, ubicados tanto en el interior del templo como en los alrededores de la basílica, datados entre los siglos V a VII d. C. En el lado meridional del baptisterio se sitúan varios habitáculos de planta cuadrangular albergaban diversas tumbas en su interior cumpliendo la función de mausoleo. En total, cuenta con más de 150 tumbas, muchas de ellas con restos de niños.
Durante las excavaciones de Aguiló también se exhumaron una serie de mosaicos y un conjunto de epigrafía tardía, restos de mobiliario litúrgico y varias piezas de cerámica.